# Argostemma victorianum
Argostemma victorianum är en måreväxtart som beskrevs av Nob.Tanaka. Argostemma victorianum ingår i släktet Argostemma och familjen måreväxter. Inga underarter finns listade i Catalogue of Life.